# Piccola stella
Piccola stella è un singolo del cantautore italiano Ultimo, pubblicato il 16 agosto 2019 come quinto estratto dal terzo album in studio Colpa delle favole.

## Descrizione
Come raccontato dallo stesso cantautore, questa è stata la sua prima canzone scritta all'età di quattordici anni. Inoltre, la sua intenzione era di inserirla già nei precedenti due album, Pianeti e Peter Pan, tuttavia ha poi deciso di inserirla nel terzo album, in quanto convinto che questa fosse la scelta più giusta:
Volevo inserirla anche nei precedenti album, ma sentivo che questo era quello giusto.»

## Video musicale
Il video musicale, diretto dallo stesso cantautore, è stato pubblicato in anteprima il 5 agosto 2019 attraverso il canale YouTube della Honiro ed è stato realizzato da Francesco Giorgi e Simone Mastronardi con il montaggio di Rocco Buonvino. Il video mostra le immagini del concerto del 4 luglio allo Stadio Olimpico di Roma.

## Tracce
Testi e musiche di Niccolò Moriconi.
1. Piccola stella – 3:52

## Classifiche

### Classifiche settimanali
| Classifica (2019) | Posizione massima |
| ----------------- | ----------------- |
| Italia            | 12                |

### Classifiche di fine anno
| Classifica (2019) | Posizione |
| ----------------- | --------- |
| Italia            | 42        |
| Classifica (2020) | Posizione |
| Italia            | 94        |